# 河本泰浩
河本 泰浩（かわもと やすひろ、1982年10月9日 - ）は、岡山県出身の元アマチュア野球選手（内野手）、野球指導者。右投右打。

## 来歴・人物
岡山・岡山理大付高校から駒澤大学に進学した。
大学卒業後の2005年より社会人野球のNTT西日本のチームに入団し、主に三塁手として活躍。2014年の都市対抗野球では10年連続出場選手に選ばれた。社会人日本選手権にも9回出場している。キャプテンやコーチも務め、2017年をもって現役引退。
一旦、社業に戻ったのちに、2022年からNTT西日本の監督に就任。